# Калимуллин, Идрис Батыршаехович
Калиму́ллин Идри́с Батыршае́хович (тат. Идрис Батыршаех Улы Кәлимуллин; баш. Иҙрис Батыршаехович Улы Кәлимуллин; род. 30 марта 1965, БАССР, Илишевский район, деревня Шамметово) — актер и певец. Заслуженный артист Республики Башкортостан (1995) и Республики Татарстан (2015), народный артист Республики Башкортостан (2011).

## Биография
Калимуллин Идрис Батыршаехович родился 30 марта 1965 года в деревне Шамметово Илишевского района БАССР. В 1982 году поступил на актерское отделение Уфимского государственного института искусств. В 1989 году закончил обучение на театральном факультете, был принят актером в Башкирский театр юного зрителя.
В 1991 году Идрис Калимуллин становится первым актером Татарского государственного театра «Нур».
В 1998 году Идрис создал эстрадно-театральную группу под названием «Сайяр». В 2009 Идрис Калимуллин стал председателем группы компаний «Сайяр».
Актёр занимается скандинавской ходьбой, ведёт аккаунт в социальной сети Инстаграм.

## Семья
Женат на заслуженной артистке Республике Башкортостан скрипачке Гузели Калимуллиной (Валеевой). Гузель также является соорганизатором и артисткой театра эстрады «Сайяр» (1998 г.).

## Творческая карьера
На профессиональной сцене Идрис Калимуллин создал образы Артура в спектакле «Артур и Нэнси» А. Дильмухаметова, Амангула в «Любви и ненависти» З. Биишева, Муйнака в «Деревенском псе Акбае» Т. Миннуллина и т. д. Благодаря этим многогранным образам актёр приобрёл популярность и за три года работы в Республиканском театре юного зрителя стал известен широкой аудитории. В театре Калимуллин И. Б. выступал классических произведениях «Некрасивая жизнь» Ф. Сайфиказанлы (Мухамед), «Заблудшая» М. Файз (Самат), «Башмачки» Ж. Файзи и Т. Газзата (Галимзян), «Зулейха» Г. Исхаки (Салимжан) и др. Также он сыграл роли Марата в пьесе «Мой бедный Марат», Аскара в «Аршин мал алан», Малика («За прелестными птицами») и другие.
На республиканском фестивале им К. Тинчурина в Казани Идрису был присужден диплом за лучшую мужскую роль в спектакле «Осень» Г. Исхаки за роль Халила.
Его репертуар богат песнями татарских и башкирских классиков, в число которых входит Рим Хасанов, Загир Исмагилов, Салих Сайдашев, Рустам Яхин, Сара Садыкова. Из современных композиторов особое место в творчестве Идриса Калимуллина занимают песни Рима Хасанова. Много песен его репертуара написаны на слова Рамиля Чурагулова. Композиция «Рәнҗетмәгез әнкәйләрне» на слова Р. Чурагулова была отмечена на федеральном телеканале России[как?].
Популярные песни в исполнении Идриса Калимуллина: «Рәнжетмәгез әнкейләрне», слова Р.Чурагулова, музыка Р.Хасанова, «Алла бирһә», слова Р. Чурагулова, муз. Р. Тимербаева: «Эзләрендә гөлләр үсәләр», слова Х. Туфана, Т. Абдрахманова; «Абыема», слова А. Мингажева, муз. З. Хайретдинова, «Кабан куле», слова Р. Валиева, музыка Р. Хасанова.